# Těžké opevnění

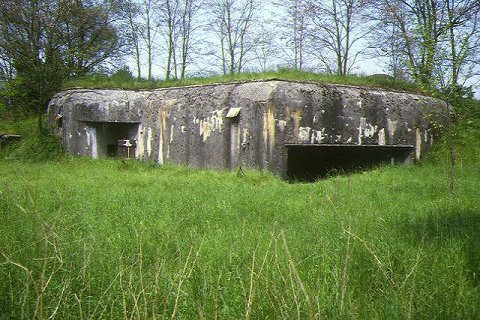
Sruby na francouzské Maginotově linii byly pro československé opevnění vzorem

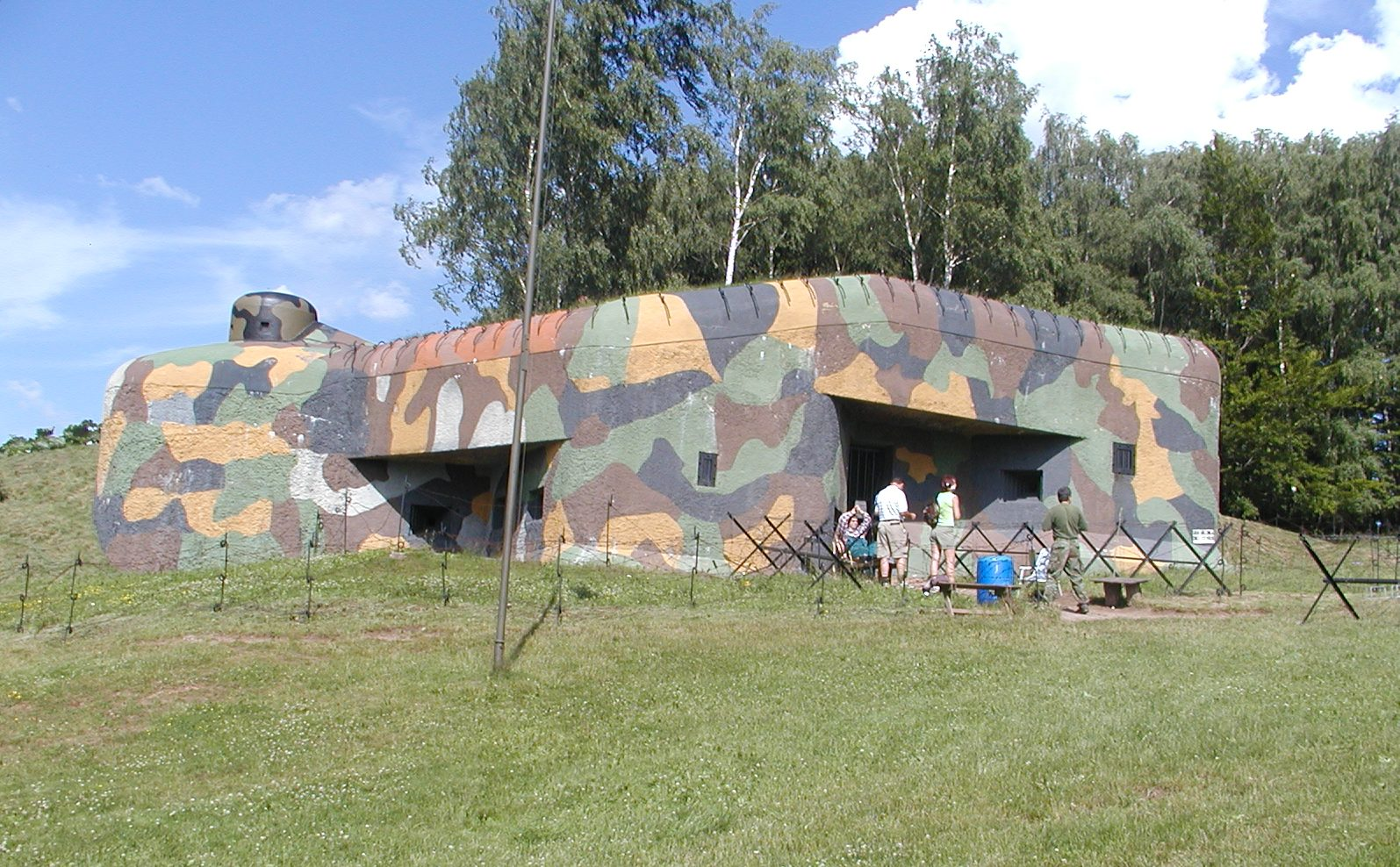
Izolovaný pěchotní srub N-S 82 Březinka zrekonstruovaný do původní podoby

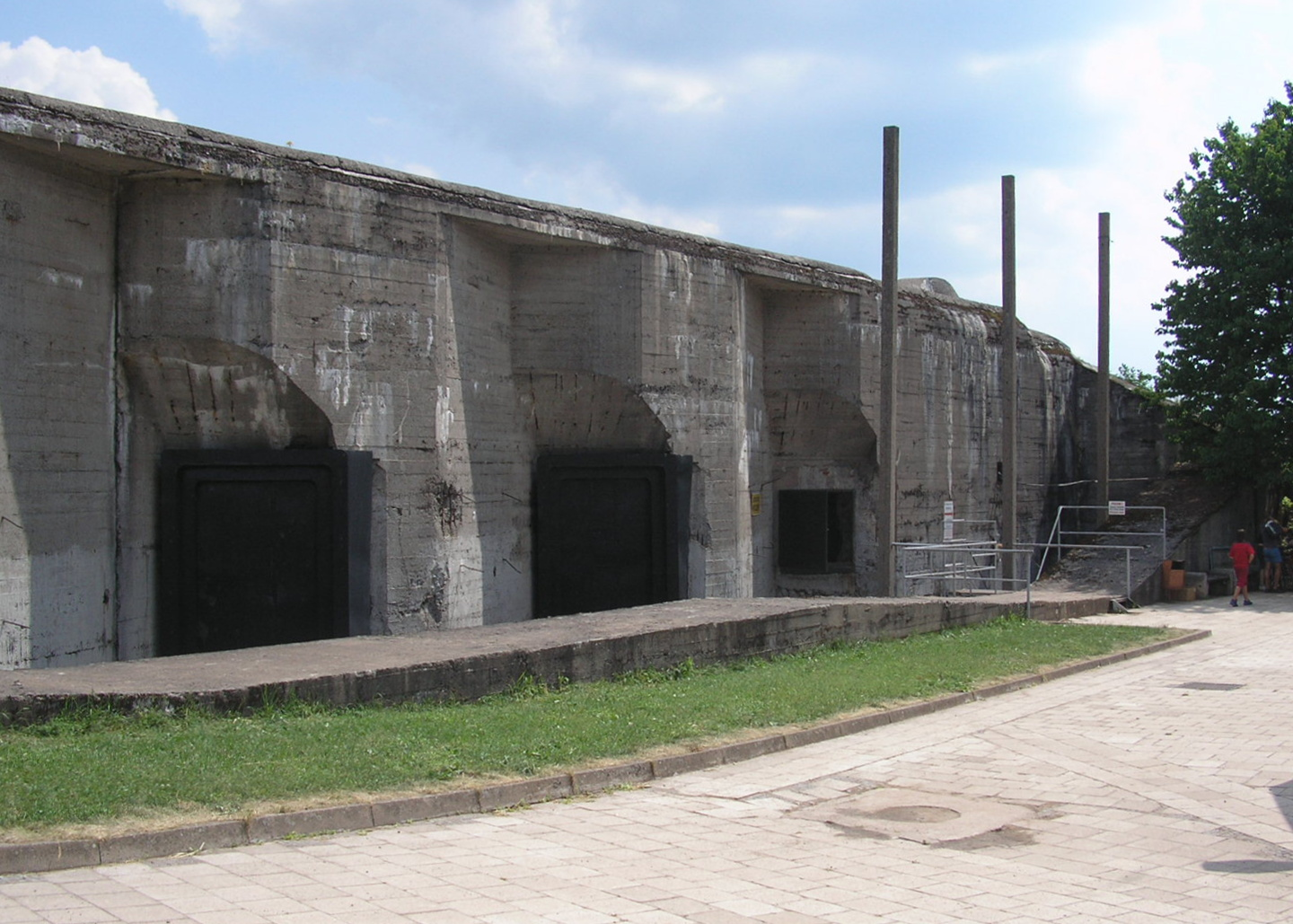
Tvrzový dělostřelecký srub N-D-S 75 Zelený

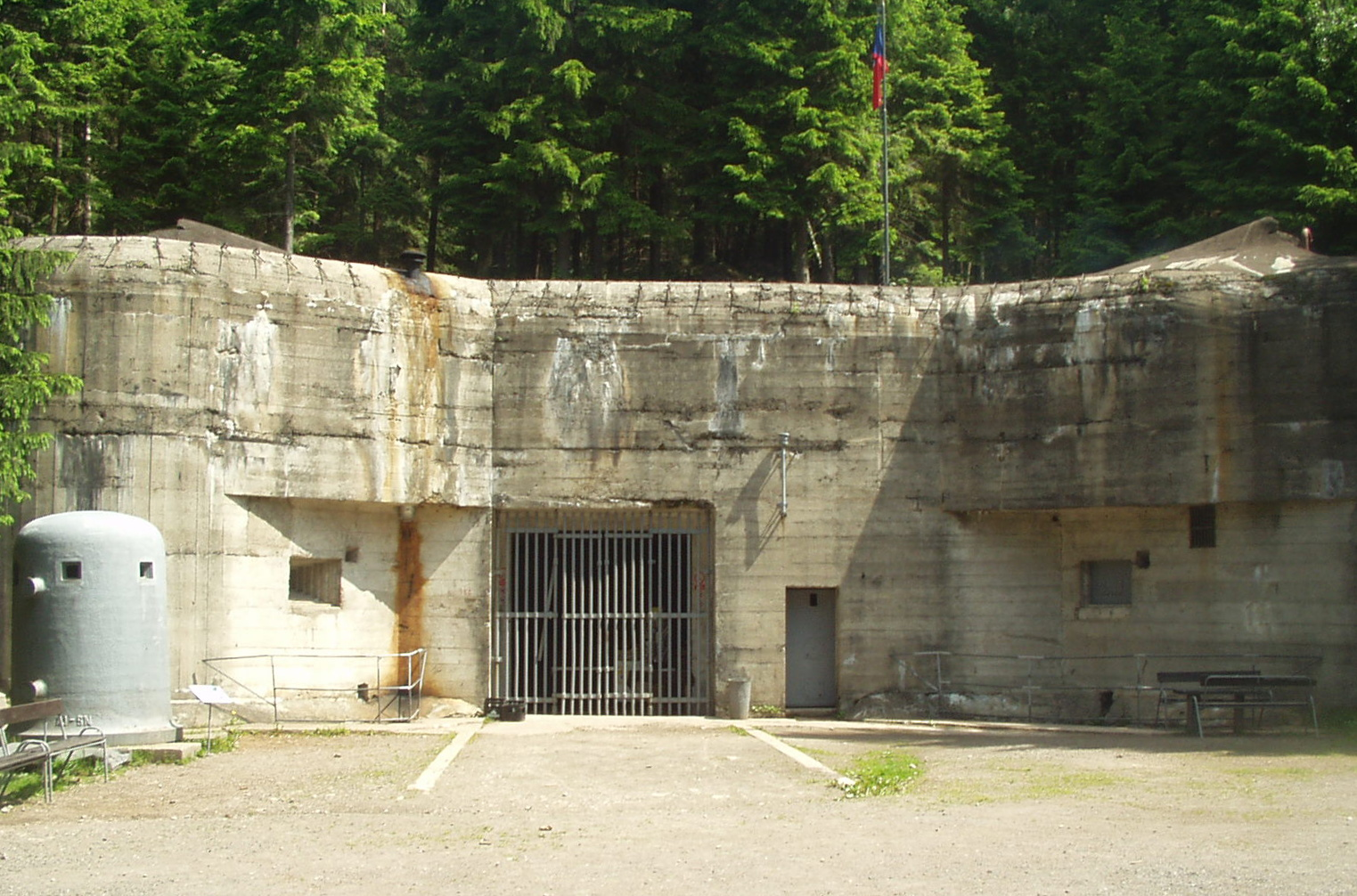
Tvrzový vchodový objekt K-S 22a Krok

Těžké opevnění je souhrnný pojem používaný v dvacátém století pro odolné železobetonové pevnostní objekty určené pro obranný boj posádek o velikosti řádově desítek až stovek mužů, na rozdíl od tzv. lehkého opevnění určeného řádově pro jednotky mužů. Tomu odpovídá i větší velikost, vyšší odolnost, mohutnější výzbroj a náročnější taktické úkoly na něj kladené.
Objekty těžkého opevnění mohly tvořit samostatné opěrné body obrany (jeden nebo více palebně provázaných objektů) nebo mohly tvořit ucelenou palebně provázanou obrannou linii. Těžké opevnění mohlo být doplněno objekty opevnění lehkého nebo polního. Pasivní obrana mohla být podpořena obvodovými nebo intervalovými překážkami.

## Československé těžké opevnění
V Československu se k výstavbě těžkého (i lehkého) opevnění přistoupilo v době ohrožení republiky nacistickým Německem. Základní systém byl přejat z francouzské Maginotovy linie. Pro jednotlivé druhy objektů těžkého opevnění byly použity názvy "srub", "věž", "pozorovatelna", "blok", "velitelské stanoviště" a "dělostřelecká tvrz".
Dělostřelecká tvrz je objekt těžkého opevnění, který může stavebně zahrnovat ostatní jmenované. Proto je podle toho, zda se nacházejí v sestavě tvrze nebo ne, nazýváme tvrzovými nebo izolovanými. Takticky ovšem může pod tvrz spadat i objekt izolovaný. Tvrzové objekty jsou vzájemně propojeny podzemím, které by umožňovalo chráněný pohyb materiálu i osob mezi jednotlivými objekty a podzemím tvrze.
Objekty těžkého opevnění se lišily i dle odolnosti (síly stěn a stropů):
- Arab - je vžitý název pro objekty stavěné ve dvou nejslabších stupních odolnosti. Název vznikl díky použití arabských číslic 1 a 2. Tyto nižší stupně byly zavedeny až dodatečně, protože pro některé špatně přístupné úseky byly původně užívané stupně předimenzované.
- Říman - je vžitý název pro objekty budované ve čtyřech silnějších stupních odolnosti. Název vznikl díky použití římských číslic I - IV. Tyto stupně byly přejaty z francouzské Maginotovy linie. I. stupeň odolnosti byl užíván u objektů nevystavených přímé palbě nepřátelského dělostřelectva, IV. stupeň odolnosti byl vyhrazen pouze tvrzovým objektům, které díky tomu měly odolat veškerým v té době používaným dělostřeleckým rážím.

| stupeň odolnosti | strop | čelní stěna | stěna se střílnami hlavní výzbroje | ostatní týlové stěny |
| ---------------- | ----- | ----------- | ---------------------------------- | -------------------- |
| 1                | 100   | 120         | 80                                 | 80                   |
| 2                | 150   | 175         | 80, 100                            | 80                   |
| I                | 150   | 175         | 100                                | 100                  |
| II               | 200   | 225         | 100                                | 100                  |
| III              | 250   | 275         | 125                                | 125                  |
| IV               | 350   | 350         | 150                                | 150                  |

Objekty těžkého opevnění byly budovány jednopatrové nebo dvoupatrové, což záviselo na hladině spodní vody. Díky menšímu půdorysnému rozměru a menší pravděpodobnosti zásahu byl výhodnější objekt dvoupatrový, proto bylo k výstavbě jednopatrových objektů přistupováno co nejméně. Jako třípatrové byly budovány pouze dělostřelecké věže a plánované izolované dělostřelecké sruby. Byl-li postaven jiný vícepatrový objekt, šlo o anomálii. Příkladem může být objekt K-S 12b Utržený postavený v příkrém terénu v rámci ŽSV Králíky.

### Značení objektů
Vysvětlení označení objektů těžkého opevnění provedeme na příkladu K-Ba-S 22a "Krok":
- "K" je písmeno určující nadřazené ŽSV, zde Králíky.
- "Ba" je zkratka užitá Ředitelstvím opevňovacích prací pro dělostřeleckou tvrz Bouda. Označení nadřazené tvrze bylo užito pouze u tvrzových objektů nebo u izolovaných objektů pod ní takticky spadajících. U ostatních izolovaných objektů nebylo užito.
- "S" značí "srub". Bylo užíváno u všech objektů bez rozdílu.
- "22" je pořadové číslo v rámci ŽSV. Obvykle byly objekty těžkého opevnění číslovány v řadě od východu na západ nebo naopak.
- "a" je index pro druhý objekt stejného čísla. Pravidelně takto byly označovány např. vchodové objekty, ale případů využití indexů je více.
- Každý objekt těžkého opevnění měl kromě svého číselného označení i svou přezdívku, krycí název. Obvykle bylo užito názvu nějakým způsobem odkazujícího na dané konkrétní místo (U křížku, Na svahu, Mezi lesíky). K použití s daným místem nesouvisejícího názvu bylo přikročeno, když daný objekt v daném místě nebylo po čem pojmenovat. To je případ i všech objektů tvrze Bouda, kdy byly za krycí názvy užity jména postav ze Starých pověstí českých.